# Francis Ouimet
Francis DeSales Ouimet (Brookline, 8 de Maio de 1893 – Newton, 3 de Setembro de 1967) foi um jogador de golfe estadunidense. É largamente conhecido por ter sido o primeiro amador a vencer o torneio US Open de golfe, e foi o primeiro estadunidense a ser eleito Capitão do Royal and Ancient Golf Club of St Andrews. Seu pai, Louis Ouimet, era um imigrante franco-canadense e sua mãe era uma imigrante irlandesa. Francis se casou com Stella M. Sullivan no dia 11 de setembro de 1918, e tiveram duas filhas: Jane Salvi e Barbara McLean.
Sua história foi contada no filme O Melhor Jogo da História, de 2005, dirigido por Bill Paxton e protagonizado por Shia LaBeouf. Fato interessante foi que seu caddie naquele torneio tinha apenas dez anos de idade, ele se chamava Eddie Lowery e permaneceu amigo de Francis por toda a vida.

## Carreira

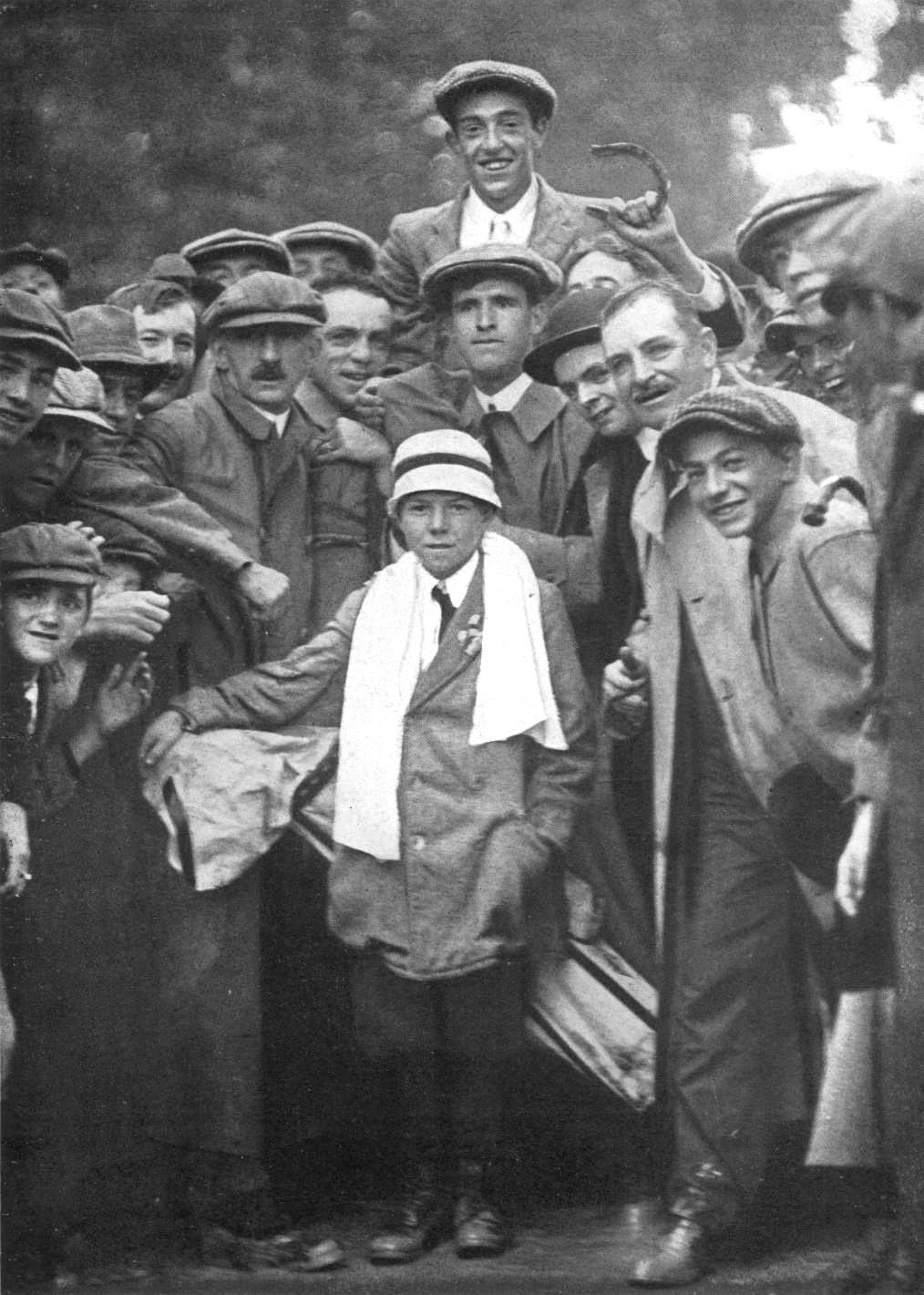
A vitória em 1913; Eddie Lowery (seu caddie de dez anos de idade) à sua frente

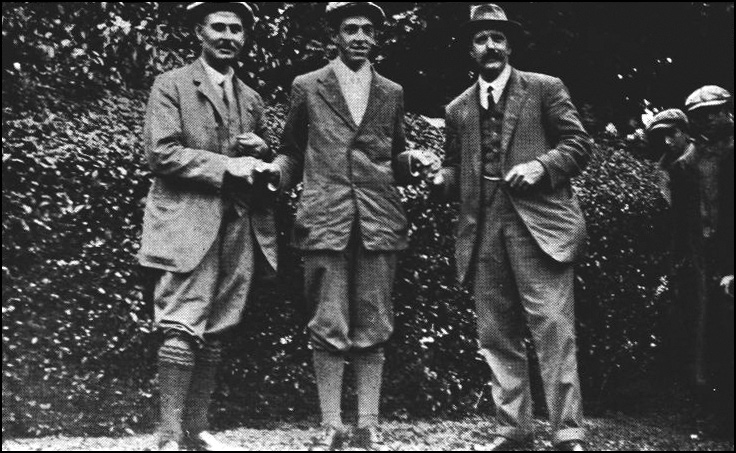
Ouimet (no centro) com Harry Vardon (à esquerda) e Ted Ray

Ouimet venceu o U.S. Open de 1913 como um amador de vinte anos jogando no The Country Club em Brookline, onde costumava ser um caddie, jogando contra os Britânicos Harry Vardon e Ted Ray. A vitória de Ouimet após um play-off (jogo de desempate) de dezoito buracos contra Vardon e Ray foi largamente aclamada com uma estupefata queda dos grandes favoritos britânicos.
Ele também ganhou o Campeonato amador dos EUA duas vezes, em 1914 e  em 1931. Jogou nos primeiros oito times da copa Walker Cup e foi o capitão da equipe eleito pelos próximos quatro anos para um recorde de 11-1. Em 1951 ele se tornou o primeiro estadunidense eleito capitão do Royal e Ancient Golf Club de St Andrews e em 1955 foi o primeiro e único vencedor do Bob Jones Award, a mais alta honraria concedida pela Associação de golfe dos Estados Unidos, em reconhecimento do ilustre desportivismo no golfe.
Ouimet foi nomeado para todos os Hall da Fama de Golfe, e há uma sala com seu nome no museu da associação. Ele permaneceu amador em toda a sua carreira no golfe.

## Vitórias em competições
- 1913 U.S. Open e Massachusetts State Amateur (Campeonato amador estadual de Massachusetts)
- 1914 Campeonato amador dos EUA, Massachusetts State Amateur e Aberto da França de amadores
- 1915 Massachusetts State Amateur
- 1916 Aberto da França[1]
- 1917 Western Amateur (EUA)
- 1919 Massachusetts State Amateur
- 1920 North and South Amateur (EUA)
- 1922 Massachusetts State Amateur
- 1925 Massachusetts State Amateur
- 1931 Campeonato amador dos EUA
- 1932 Aberto de Massachusetts
- 1934 Aberto de Boston

## Vitórias nos maiores campeonatos

### Vitória (1)
| Ano  | Campeonato | Pontuação               | Margem    | Segundo colocado         |
| ---- | ---------- | ----------------------- | --------- | ------------------------ |
| 1913 | U.S. Open  | +8 (77-74-74-79-72=304) | Playoff ¹ | Harry Vardon, Edward Ray |

¹ Venceu Harry Vardon Edward Ray em um playoff de dezoito buracos - Ouimet 72, Vardon 77, Ray 78

### Desempenho nos maiores campeonatos
Ouimet participou do U.S. Open seis vezes e do Masters Tournament uma vez.
U.S. Open
- 1913 - Venceu
- 1914 - E5
- 1915 - E35
- 1919 - E18
- 1923 - E29
- 1925 - E3

E = empate
Masters
- 1941 - Retirou-se

## Influência no golfe dos Estados Unidos
Atribui-se ao sucesso de Ouimet no U.S. Open a tendência atual estadunidense para o golfe. Antes de sua surpreendente vitória sobre Harry Vardon e Ted Ray, o golfe era dominado pelo jogadores britânicos. Nos Estados Unidos, o esporte era restrito aos jogadores com acesso a recursos privados; havia pouquíssimos campos públicos (o primeiro, Van Cortlandt Golf Course no borough Bronx da cidade de Nova York, fora inaugurado em 1895). Dez anos após a sua vitória em 1913, o número de jogadores estadunidenses triplicou e muitos novos campos foram construídos, incluindo muitos públicos.

## Representações
Em 1988, um retrato de Ouimet apareceu num selo postal comemorativo de vinte e cinco centavos do EUA. Em 2002, Mark Frost escreveu um conto biográfico da vitória de Ouimet no U.S. Open intitulado The Greatest Game Ever Played(O melhor jogo da história):Harry Vardon, Francis Ouimet, e o nascimento do Golfe Moderno. Pouco tempo depois, Frost foi chamado pela Walt Disney Studios para escrever uma adaptação cinematográfica. The Greatest Game Ever Played (O melhor jogo da história) foi lançado em 2005 nos cinemas. O filme, que teve Shia LaBeouf como Ouimet, foi dirigido por Bill Paxton, e produzido por Larry Brezner. Na capa de The Greatest Game há uma fotografia da Ouimet no U. S. Open com seu caddie de dez anos de idade, Eddie Lowery. Esta imagem icônica é uma das mais conhecidas no golfe estadunidense, e foi utilizada como logotipo para a comemoração do centenário da Associação de Golfe dos Estados Unidos. Uma estátua de Ouimet e Lowery baseada na foto está em Brookline, Massachusetts.